# 3554 Amun

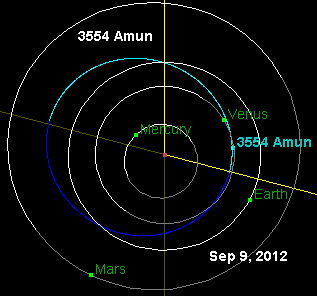
3554 Amun

3554 Amun eller 1986 EB är en asteroid som korsar Venus omloppsbana. Den upptäcktes 4 mars 1986 av det amerikanska astronom paret Eugene M. och Carolyn S. Shoemaker vid Palomar-observatoriet. Den är uppkallad efter den egyptiska guden Amon.
Asteroiden har en diameter på ungefär 3 kilometer.